# Shimeles Bekele
Shimeles Bekele (en amharique : ሽመልስ በቀለ), né le 2 janvier 1990, est un footballeur international éthiopien . Il évolue au poste de milieu offensif à El Gouna FC.

## Biographie
Il dispute la Coupe d'Afrique des nations 2021 qui se déroule au Cameroun.